# デポック
デポック（Depok）は、インドネシアの西ジャワ州の都市である。ジャカルタ都市圏（ジャボデタベック）の南部に位置する。人口は約283万人（2021年）。

## 下位行政区画
| 行政区画名   | 人口 2010年調査 |
| ------------ | --------------- |
| Sawangan     | 123,571         |
| Bojongsari   | 99,735          |
| Pancoran Mas | 210,514         |
| Cipayung     | 127,917         |
| Sukma Jaya   | 232,308         |
| Cilodong     | 125,014         |
| Cimanggis    | 241,979         |
| Tapos        | 216,215         |
| Beji         | 165,903         |
| Limo         | 87,953          |
| Cinere       | 107,461         |

## 地理
ジャカルタ首都特別州、バンテン州南タンゲラン市、西ジャワ州ブカシ市、西ジャワ州ボゴール県に隣接している。

## 交通
鉄道はKRLコミューターラインの中央線・ボゴール線が通る交通の要所で、ジャカルタとボゴール市の中間に位置している。2008年には日本の援助で広さ約26ヘクタール、14本の引き込み線を持ち最大220両を収容できるデポック車両基地が建設された。
ジャカルタ方面 - インドネシア大学駅 - ポンドク・チナ駅 - デポック・パル駅 - デポック駅 - (デポック車両基地) - ボゴール方面

## 姉妹都市
- マレーシア プトラジャヤ